# Gastroxides ornatus
Gastroxides ornatus är en tvåvingeart som först beskrevs av Jacques-Marie-Frangile Bigot 1859.  Gastroxides ornatus ingår i släktet Gastroxides och familjen bromsar.
Artens utbredningsområde är Sri Lanka. Inga underarter finns listade i Catalogue of Life.